# KN-25
KN-25（コードネーム、正式名称「600mm超大型放射砲」）とは、北朝鮮の戦術弾道ミサイル（北朝鮮は多連装ロケット砲を指す「放射砲」であると主張）である。

## 設計
先述したように北朝鮮はKN-25を「超大型放射砲」と主張しており、弾道ミサイルに付与する火星ナンバーも付与していない。しかし、一般的なロケット砲より大型かつ長射程であることから、在韓米軍や日本の防衛省などはKN-25を短距離弾道ミサイル（SRBM）に分類している。
KN-25は直径600mm、全長8.2m、全重3000kg、射程380kmと推定されており、これはイランのSRBMであるファテフ110に匹敵するサイズ・射程である。誘導システムは不明な点が多いものの、後部に6枚の回転式安定翼が、弾頭部に4枚の操舵翼が取り付けられており、これらの安定翼・操舵翼が姿勢制御を担っていると推測される（なお、機体そのものは回転しない。後述） 。また、弾頭重量は300kg、着弾精度を表す平均誤差半径（CEP）は80mから90mであると推測されている。発射には輸送起立発射機（TEL）が用いられるが、8×8輪のタトラ813（チェコ製トラック）に架装された4連装のものと、装軌式車両に架装された6連装のものがあるほか、タトラ813とは異なるトラックに架装された5連装のものもある。
KN-25の固体ロケットモーターは、似たような直径（620mm）を有する戦術弾道ミサイルである9K79「トーチカ」及びその北朝鮮版であるKN-02（火星11）のモーターセグメントを3個連結したものに近い全長であることから、これらのミサイルが元になっている可能性がある。ただ、北朝鮮の報道において、KN-25に対して「我々式の」や「主体弾」など、自主開発を強調するような呼称が用いられていることから、開発過程において何らかの形で外国勢力が関与した疑惑があるKN-23と異なり、自主技術により開発された可能性が高いとみられている。
用途としては戦術目的での使用が想定されており、大隊レベルに配備され、通常弾頭を搭載したバージョンは敵後方梯団への打撃に用いられると考えられている。
なお、北朝鮮はKN-25に戦術核兵器の搭載能力があると主張しており、2023年2月に行われた軍事パレードではKN-25を含む複数のミサイルが「戦術核兵器運用ユニット」として紹介された。同年4月には、KN-25を含む複数の弾道ミサイル・巡航ミサイル・核魚雷に、新たに開発し量産中であると主張する「ファサン31」戦術核弾頭を搭載するとしたイラストを公表した。戦術核弾頭の搭載能力が事実であった場合、多連装ロケット砲であることから核弾頭を搭載したミサイルと通常弾頭を搭載したミサイルをTELに混載し、敵に極度の警戒を強いることも可能だと指摘されている。
2023年1月1日、朝鮮労働党中央委員会庁舎前で行われた式典においてKN-25のTEL30基が寄贈され、金正恩総書記が演説を行った。6連装TEL30基と、これまで保有が確認されていた4連装TEL9基（最低限の見積もり）を合わせると、最大で216発のミサイルを発射することができると考えられるが、これは韓国のミサイル防衛システムに対し飽和攻撃をかけて突破するのに十分な発射数であり、従来よりも少ない台数のTELで飽和攻撃が可能になる。

### 誘導システム
機体後部に取り付けられた6枚の回転式安定翼は、誘導砲弾では採用例があるものの（代表例はM982 エクスカリバー）ロケット弾での採用例は珍しく、北朝鮮はかなり先進的な誘導システムを採用したと評されている。
通常、多くのロケット弾は安定翼により機体全体をスピンさせて姿勢制御を行う「スピン安定方式」を採用している。一方KN-25では、スピンするのは後部の回転式安定翼のみで、機体本体はスピンしない。これにより、誘導システムがより有利な条件で動作できるようになっている。
先述したように、KN-25の誘導システムに関しては不明な点が多くあくまで推測であるが、弾頭部の操舵翼が機能しづらくなる大気圏の上層を飛行する際にスピンをかけ、降下して大気が濃くなり、弾頭部の操舵翼が機能しやすくなるとスピンを止めることで、高い安定性を実現しているのではないかと考えられている。
なお、弾頭部に操舵翼が付いていることから飛行中に誘導制御を行うことは可能であるが、あくまで微調整であり、機動式弾道ミサイルであるKN-23やKN-24が飛行中に行うような複雑な機動は不可能である。よって、KN-25の探知自体は前二者と比べれば容易であるが、同時発射数の多さでミサイル防衛システムに対抗する性格の兵器である。

### 巡航ミサイル発射型
2021年9月13日、北朝鮮は対地巡航ミサイルの発射実験に成功したと発表した。この実験で用いられた発射機に、KN-25の5連装TELと同型の車両が使用されていることが指摘されており、事実であれば公表された巡航ミサイルはKN-25と類似した直径を有する可能性が高い。この巡航ミサイルは射程1500km - 2000km、通常弾頭及び核弾頭が搭載可能とされており、のちにファサル1及びファサル2と命名された。 

## 実験の一覧
| 日付           | 発射数     | 飛行距離        | 到達高度 | 備考                                                                                                |
| -------------- | ---------- | --------------- | -------- | --------------------------------------------------------------------------------------------------- |
| 2019年7月31日  | 2          |                 |          | 発射間隔は21分、映像にモザイクがかけられていたため不明な点が多いが、様々な点でKN-09のものとは異なる |
| 2019年8月2日   | 2          |                 |          | 発射間隔は24分、装軌式TELより発射、やはり写真にモザイクがかけられており不明な点が多い               |
| 2019年8月24日  | 2          | 380 km          | 97 km    | 発射間隔は17分                                                                                      |
| 2019年9月10日  | 2          | 330 km (210 mi) | 50-60 km | 発射間隔は19分、1発が発射失敗？                                                                     |
| 2019年10月31日 | 2          | 370 km (230 mi) | 90 km    | 発射間隔は3分                                                                                       |
| 2019年11月28日 | 2          | 380 km          | 97 km    | 発射間隔は30分                                                                                      |
| 2020年3月2日   | 2          | 240 km (150 mi) | 35 km    | 発射間隔は20分、初めて砲兵が運用しており、初期作戦能力を獲得？                                      |
| 2020年3月29日  | 2もしくは3 | 230 km (140 mi) | 30 km    | 発射間隔は不明なるも1分前後と推定、1発が発射失敗？                                                  |
| 2022年12月31日 | 3          |                 |          | |
| 2023年1月1日   | 1          |                 |          | |
| 2024年3月18日  | 6          |                 |          | |